# 2015-ös országútikerékpár-világbajnokság
2015-ben a virginiai Richmondban rendezték meg a 2015-ös országútikerékpár-világbajnokságot. A versenyeket szeptember 20. és 27. között bonyolították le 12 versenyszámban (2 csapatidőfutam, 5 időfutam, 5 mezőnyverseny).  

## Eredmények

### Csapatidőfutam (férfi)
|    | Versenyző                 | Idő      |
| -- | ------------------------- | -------- |
| 1  | BMC Racing Team (USA)     | 42' 07   |
| 2  | Etixx–Quick Step (BEL)    | + 00' 12 |
| 3  | Movistar Team (ESP)       | + 00' 31 |
| 4  | Orica-GreenEDGE (AUS)     | + 00' 54 |
| 5  | Team Giant–Alpecin (GER)  | + 01' 04 |
| 6  | Team Lotto NL–Jumbo (NED) | + 01' 18 |
| 7  | Lotto Soudal (BEL)        | + 01' 27 |
| 8  | Astana Pro Team (KAZ)     | + 01' 38 |
| 9  | Team Sky (ENG)            | + 01' 42 |
| 10 | Trek Factory Racing (USA) | + 01' 47 |

### Csapatidőfutam (női)
|    | Versenyző                     | Idő      |
| -- | ----------------------------- | -------- |
| 1  | Velocio-SRAM (GER)            | 47' 35   |
| 2  | Boels-Dolmans (NED)           | + 00' 06 |
| 3  | Rabo-Liv (NED)                | + 00' 58 |
| 4  | Wiggle-Honda (GBR)            | + 00' 10 |
| 5  | Twenty (USA)                  | + 02' 04 |
| 6  | UnitedHealthCare (USA)        | + 02' 50 |
| 7  | Orica-AIS (AUS)               | + 02' 53 |
| 8  | BTC City Ljubljana (SLO)      | + 03' 02 |
| 9  | Optum p/b Kelly Benefit (USA) | + 03' 20 |
| 10 | Hitec Products (NOR)          | + 03' 31 |

### Elit férfi időfutam
|    | Versenyző                  | Idő      |
| -- | -------------------------- | -------- |
| 1  | Vaszil Kirijenka (BLR)     | 1 02' 29 |
| 2  | Adriano Malori (ITA)       | + 00' 09 |
| 3  | Jerome Coppel (FRA)        | + 00' 26 |
| 4  | Jonathan Castroviejo (SPA) | + 00' 29 |
| 5  | Tom Dumoulin (NED)         | + 01' 02 |
| 6  | Rohan Dennis (AUS)         | + 01' 08 |
| 7  | Tony Martin (GER)          | + 01' 17 |
| 8  | Maciej Bodnar (POL)        | + 01' 17 |
| 9  | Marcin Białobłocki (POL)   | + 01' 22 |
| 10 | Moreno Moser (ITA)         | + 01' 32 |

### Elit női időfutam
|    | Versenyző                  | Idő      |
| -- | -------------------------- | -------- |
| 1  | Linda Villumsen (NZL)      | 40' 30   |
| 2  | Anna Van Der Breggen (NED) | + 00' 03 |
| 3  | Lisa Brennauer (GER)       | + 00' 05 |
| 4  | Katrin Garfoot (AUS)       | + 0' 09  |
| 5  | Kristin Armstrong (USA)    | + 00' 21 |
| 6  | Evelyn Stevens (USA)       | + 00' 27 |
| 7  | Ellen Van Dijk (NED)       | + 00' 05 |
| 8  | Alena Amjaljuszik (BLR)    | + 01' 06 |
| 9  | Ann-Sofie Duyck (BEL)      | + 01' 19 |
| 10 | Trixi Worrack (GER)        | + 01' 19 |

### Junior férfi időfutam
|    | Versenyző                | Idő      |
| -- | ------------------------ | -------- |
| 1  | Leo Appelt (GER)         | 37' 45   |
| 2  | Adrien Costa (USA)       | + 00' 17 |
| 3  | Brandon Mcnulty (USA)    | + 00' 59 |
| 4  | Keagan Girdlestone (RSA) | + 01' 07 |
| 5  | Gino Mader (SUI)         | + 01' 11 |
| 6  | Jasper Philipsen (BEL)   | + 01' 22 |
| 7  | Niklas Larsen (DEN)      | + 01' 34 |
| 8  | Tobias Foss (NOR)        | + 01' 35 |
| 9  | Ilja Gorbusin (KAZ)      | + 01' 52 |
| 10 | Alexys Brunel (FRA)      | + 01' 52 |

### Junior női időfutam
|    | Versenyző                | Idő      |
| -- | ------------------------ | -------- |
| 1  | Chloe Dygert (USA)       | 20' 18   |
| 2  | Emma White (AUS)         | + 01' 06 |
| 3  | Anna-Leeza Hull (DEN)    | + 01' 26 |
| 4  | Pernille Mathiesen (FRA) | + 01' 30 |
| 5  | Juliette Labous (NED)    | + 01' 36 |
| 6  | Aafke Soet (BEL)         | + 01' 41 |
| 7  | Daria Pikulik (POL)      | + 01' 41 |
| 8  | Gillian Ellsay (CAN)     | + 01' 45 |
| 9  | Agnieszka Skalniak (POL) | + 01' 47 |
| 10 | Emeliah Harvie (CAN)     | + 01' 49 |

### U23-as férfi időfutam
|    | Versenyző                   | Idő      |
| -- | --------------------------- | -------- |
| 1  | Mads Wurtz Schmidt (DEN)    | 37' 10   |
| 2  | Maximilian Schachmann (GER) | + 00' 13 |
| 3  | Lennard Kamna (GER)         | + 00' 21 |
| 4  | Truls Engen Korsaeth (NOR)  | + 00' 37 |
| 5  | Owain Doull (GBR)           | + 00' 37 |
| 6  | James Oram (NZL)            | + 00' 38 |
| 7  | Miles Scotson (AUS)         | + 00' 41 |
| 8  | Thery Schir (SUI)           | + 00' 42 |
| 9  | Marlen Zmorka (UKR)         | + 00' 43 |
| 10 | Daniel Eaton (USA)          | + 00' 44 |

### Férfi elit mezőnyverseny
|    | Versenyző                         | Idő      |
| -- | --------------------------------- | -------- |
| 1  | Peter Sagan (SVK)                 | 6 14' 37 |
| 2  | Michael Matthews (AUS)            | + 00' 03 |
| 3  | Ramunas Navardauskas (Litvánia)   | + 00' 03 |
| 4  | Alexander Kristoff (NOR)          | + 00' 03 |
| 5  | Alejandro Valverde Belmonte (ESP) | + 00' 03 |
| 6  | Simon Gerrans (AUS)               | + 00' 03 |
| 7  | Tony Gallopin (FRA)               | + 00' 03 |
| 8  | Michal Kwiatkowski (POL)          | + 00' 03 |
| 9  | Rui Costa (POR)                   | + 00' 03 |
| 10 | Philippe Gilbert (BEL)            | + 00' 03 |

### Női elit mezőnyverseny
|    | Versenyző                    | Idő      |
| -- | ---------------------------- | -------- |
| 1  | Elizabeth Armitstead (GBR)   | 3 23' 56 |
| 2  | Anna Van Der Breggen (NED)   | + 00' 00 |
| 3  | Megan Guarnier (USA)         | + 00' 00 |
| 4  | Elisa Longo Borghini (ITA)   | + 00' 00 |
| 5  | Emma Johansson (SWE)         | + 00' 00 |
| 6  | Pauline Ferrand Prevot (FRA) | + 00' 00 |
| 7  | Katarzyna Niewiadoma (POL)   | + 00' 00 |
| 8  | Alena Amialiusik (BLR)       | + 00' 00 |
| 9  | Jolanda Neff (SUI)           | + 00' 00 |
| 10 | Ellen Van Dijk (NED)         | + 00' 09 |

### Férfi U23-as mezőnyverseny
|    | Versenyző                    | Idő      |
| -- | ---------------------------- | -------- |
| 1  | Kevin Ledanois (FRA)         | 3 54' 45 |
| 2  | Simone Consonni (ITA)        | + 00' 00 |
| 3  | Anthony Turgis (FRA)         | + 00' 02 |
| 4  | Gianni Moscon (ITA)          | + 00' 02 |
| 5  | Alexander Kamp Egested (DEN) | + 00' 05 |
| 6  | Fabian Lienhard (SUI)        | + 00' 05 |
| 7  | Michal Schlegel (CZE)        | + 00' 00 |
| 8  | Lucas Gaday Orozco (ARG)     | + 00' 00 |
| 9  | Jolanda Neff (CAN)           | + 00' 10 |
| 10 | Ellen Van Dijk (GER)         | + 00' 12 |

### Férfi junior mezőnyverseny
|    | Versenyző                    | Idő      |
| -- | ---------------------------- | -------- |
| 1  | Felix Gall (AUT)             | 3 11' 09 |
| 2  | Clement Betouigt-Suire (FRA) | + 00' 00 |
| 3  | Rasmus Pedersen (DEN)        | + 00' 01 |
| 4  | Reto Muller (SUI)            | + 00' 10 |
| 5  | Martin Salomon (GER)         | + 00' 10 |
| 6  | Nicola Conci (ITA)           | + 00' 10 |
| 7  | Mathias Norsgaard (DEN)      | + 00' 13 |
| 8  | Nathan Draper (GBR)          | + 00' 13 |
| 9  | Marc Hirschi (SUI)           | + 00' 13 |
| 10 | Pit Leyder (LUX)             | + 00' 20 |

### Női junior mezőnyverseny
|    | Versenyző                | Idő      |
| -- | ------------------------ | -------- |
| 1  | Chloe Dygert (USA)       | 1 42' 16 |
| 2  | Emma White (USA)         | + 01' 23 |
| 3  | Agnieszka Skalniak (POL) | + 01' 28 |
| 4  | Yumi Kajihara (JPN)      | + 01' 41 |
| 5  | Susanne Andersen (NOR)   | + 01' 41 |
| 6  | Elisa Balsamo (ITA)      | + 01' 41 |
| 7  | Grace Garner (GBR)       | + 01' 41 |
| 8  | Yara Kastelijn (NED)     | + 01' 41 |
| 9  | Jessica Pratt (AUT)      | + 01' 41 |
| 10 | Ida Jansson (SWE)        | + 01' 41 |

## Pálya
Az Egyesült Államok mindössze második alkalommal rendezhetett országúti világbajnokságot, 1986-ban Colorado Springs adott otthont a legjobb országúti kerékpáros világeseményének. Akkor az olasz Moreno Argentin nyerte el a szivárványszínű trikót. A helyszín 2014-es bejelentése után sokan reménykedtek benne, hogy egy igazi hegyi menőknek szóló útvonal kerül kialakításra, de a pályák szintrajzai után ez az elmélet megdőlni látszott, hisz egy komolyabb kockaköves részt leszámítva, akár még a sprintereknek is komoly esélyei lehettek.

### Időfutam Pálya
Az időfutam pályája a Monument Avenue történelmi körútján indult. A pályát technikás, éles fordítók nehezítik, ellenben mindössze 300 méternyi mászás várta a kerekeseket a Governor Streeten. A junior lányokat leszámítva minden korosztály két kört teljesített a pályán.

### Mezőnyverseny pálya
Ami a mezőnyversenyek körpályáját illeti, a kör 16,2 kilométer hosszú, viszonylag nagy kihívást jelentett a kerekesek számára, hisz a belvárosban kanyarog, telis tele technikás kanyarokkal. A legnagyobb kihívást a Libby Hill 200 méter hosszú kockaköves emelkedője, majd pedig a 23. utca 100 méteres kaptatója jelentette (és olykor az időjárás). Természetesen a célegyenes előtt az időfutampályáról már jól ismert 300 méteres fal várta a karavánt a Governor Streeten. A célig azonban innen még mintegy 700 méter volt innen hátra.